# Tanjungrejo (Nguter)
Tanjungrejo is een bestuurslaag in het regentschap Sukoharjo van de provincie Midden-Java, Indonesië. Tanjungrejo telt 1782 inwoners (volkstelling 2010).